# Иерофей (патриарх Антиохийский)
Патриа́рх Иерофе́й (греч. Ο Πατριάρχης Ιερόθεος, в миру Иоа́нн, греч. Ιωάννης; 1800, Иерусалим — 25 марта 1885, Дамаск) — епископ Антиохийской православной церкви; с 1850 по 1885 годы — Патриарх Антиохийский и всего Востока.

## Биография
Родился приблизительно в 1795 году в деревне Хора (Hoşköy) в Восточной Фракии.
Учился в Константинополе где получил образование, был пострижен в монашество, в 1823 году рукоположён во иеродиакона, а в 1828 году — в сан иеромонаха.
29 марта 1833 года был хиротонисан во епископа Фаворского.
Находился в Российской империи с целью сбора средств для погашения долгов Святогробского братства. Вернулся в Иерусалим в 1839 году и возведён в сан архиепископа Фаворского.
19 октября 1850 года был избран патриархом Антиохийским и по прибытии в Дамаск принял кафедру в печальном состоянии. Благодаря помощи из Российской империи, начал восстановление церковного строя, но восстание 1860 года вновь привело церковную жизнь в состояние упадка.
Получив компенсацию от турецкого правительства в количестве 65 тысяч турецких лир, начал восстановление разрушенных храмов и монастырей и на конец его патриаршества в Антиохийской церкви насчитывалось 321 храм, 17 монастырей (в том числе 5 ставропигиальных), 75 церковных школ и одна духовная семинария в Бейруте, находящаяся на материальном попечении митрополита Гавриила (число учеников — 6 человек). Также в Бейруте находилась единственная школа для православных девочек.
Скончался патриарх 25 марта 1885 года в Дамаске.